# Jagdgeschwader 70
La Jagdgeschwader 70  (JG 70) (70e escadron de chasseurs), est une unité de chasseurs de la Luftwaffe pendant la Seconde Guerre mondiale.
Active de juillet à septembre 1939, l'unité était affectée aux missions visant à assurer la supériorité aérienne de l'Allemagne dans le ciel d'Europe.

## Opérations
La JG 70 opère sur des Messerschmitt Bf 109D.

## Organisation
L'unité n'a été que très partiellement formé.

### Staffel 1./JG 70
Formé le 15 juillet 1939 à Herzogenaurach, près de Nuremberg.
Le 13 septembre 1939, le 1./JG 70 est renommé 1./JG 54.

Staffelkapitäne (Commandant du Staffen):
| Début           | Fin               | Grade        | Nom                  |
| --------------- | ----------------- | ------------ | -------------------- |
| 15 juillet 1939 | 13 septembre 1939 | Oberleutnant | Reinhard Seiler (en) |

### Staffel 2./JG 70
Formé le 15 juillet 1939 à Herzogenaurach, près de Nuremberg.
Le 13 septembre 1939, le 2./JG 70 est renommé 2./JG 54.

Staffelkapitäne (Commandant du Staffel) :
| Début           | Fin               | Grade     | Nom                             |
| --------------- | ----------------- | --------- | ------------------------------- |
| 15 juillet 1939 | 13 septembre 1939 | Hauptmann | Hans-Jürgen von Cramon-Taubadel |